# Borszéki Zita
Borszéki Zita (Miskolc, 1959. október 6. –) divattervező, grafikus

## Élete
Budapesten 1978 óta él. A Zrínyi Ilona Gimnázium rajztagozatra járt 1974-től, majd az Magyar Iparművészeti Főiskola következett 1979-től 1984-ig. Egy meghívás által a SAGA International Design Centerben folytatta tanulmányait.
1984–85-ben a Budapest divatszalon tervezője, majd 1985-től 1993-ig Kék Duna divatszalon művészeti vezetője lett a rendszerváltásig. A Fővárosi Ruházati Vállalat Kék Duna Divatszalonja 1970-ben alakult a Gyermekruha és a Bakfis Szalon összeolvadásából. 1985 óta volt divatszakértője a Kék Dunának, majd saját divatszalont alapított.
Külföldi munkáiból: Ausztrália-világkiállítás, Oszaka-textil-világkiállítás, Bécs, Düsseldorf 1985–1993.
Nevéhez fűződik például az 1992-ben, az új Malév image-váltás része, az elegáns viselet, melynek egyik tervezője Borszéki Zita volt.